# 2009年6月

## 6月30日
- 喀麦隆总统保罗·比亚改组内阁，任命宣布菲利蒙·杨为新总理，接替被罷免的艾弗雷姆·伊诺尼。新華網（页面存档备份，存于）
- 意大利北部维亚雷焦一辆运载液态气体罐的货运列车出轨引发爆炸，导致16人死亡，60多人受伤。路透社（页面存档备份，存于）
- 國際可再生能源機構筹备委员会宣布，将会把機構秘書處设在阿拉伯联合酋长国首都阿布達比馬斯達爾市。华尔街日报（页面存档备份，存于）
- 从也门萨那国际机场飞往科摩罗莫罗尼赛义德·易卜拉欣王子国际机场的也门航空626号班机在科摩罗群岛附近坠毁，造成至少3人死亡、149人失踪，只有1人获救。新华网（页面存档备份，存于）中新网（页面存档备份，存于）
- 美國依照與伊拉克政府簽定的協議撤離駐紮巴格達等城鎮之戰鬥部隊。新浪網（页面存档备份，存于）中國經濟網[]聯合報中國時報自由時報新華網（页面存档备份，存于）NOWnews
- 第一屆《布瑞特盃》全國五強成棒邀請賽開打，參與球隊有：合庫、台電、台北市、台北縣、台啤。

## 6月29日
- 纽约一法庭就纳斯达克交易所前主席伯納·馬多夫金融诈骗罪作出判决，总共判处马多夫150年的最高可能刑期。BBC中文网（页面存档备份，存于）
- 中華民國行政院通過台南縣與台南市合併升格為直轄市。聯合報（页面存档备份，存于）
- 2009年亞洲青少年運動會在新加坡开幕。

## 6月28日
- 洪都拉斯总统曼努埃尔·塞拉亚在首都特古西加尔巴的家中被发动军事政变的军方拘捕，并转送至哥斯达黎加。此前，塞拉亚因发起修改宪法的全民公投而引发争议。ansa.it新华网 Archive.today的存檔，存档日期2013-04-28新华网
- 巴西队在南非约翰内斯堡举行的2009年国际足联联合会杯决赛中以3:2的比分战胜美国队，获得冠军。新华网（页面存档备份，存于）

## 6月27日
- 莲花河畔景苑房屋倒塌事故是2009年6月27日在中国上海闵行莲花南路、罗阳路599弄的一次房屋倒塌事故，在全球建筑史上较为罕见。

## 6月26日
- 中國山西佛教勝地五台山在西班牙塞維利亞舉行的第33屆世界遺產大會上被正式列入《世界遺產名錄》。德國德累斯顿易北河谷則被除名，而佛得角就憑舊城首次上榜。紐約時報（页面存档备份，存于）聯合國教科文組織（页面存档备份，存于）聯合國教科文組織（页面存档备份，存于）

- 视频网站哔哩哔哩正式上线，当时名为Mikufans。

## 6月25日
- 美国著名流行音乐歌手迈克尔·杰克逊因心臟骤停抢救无效在洛杉矶逝世，享年50歲。新浪（页面存档备份，存于）

## 6月24日
- 伊拉克巴格達薩德爾城發生炸彈襲擊事件，造成至少69人死亡，160人受傷。BBC（页面存档备份，存于）
- 非洲國家多哥廢除死刑。BBC（页面存档备份，存于）
- 热带风暴浪卡袭击菲律宾的东部和中部，造成至少9人死亡，5人受伤，7人失踪。新华网（页面存档备份，存于）新华网（页面存档备份，存于）
- 德国蒂宾根大学的考古学家在《自然》杂志上发文称，他们在施瓦本的一个岩洞中发现一个距今3.5万年的骨笛，成为迄今发现的最古老的乐器。新华网（页面存档备份，存于）中国新闻网

## 6月23日
- 中華民國內政部審查通過將臺北縣升格為直轄市，將台中縣和台中市、以及高雄縣和高雄市合併升格為直轄市。聯合報
- 伊朗总统选举所引發的示威浪潮致使伊朗与英国的关系恶化，两国互相驱逐对方的两名外交官。BBC中文网（页面存档备份，存于）
- 美國选手盧卡斯·格羅烏爾奪得2009年美國高爾夫公开赛冠军。北美新浪網
- 中国作家刘晓波因涉嫌煽动颠覆国家政权罪，在北京被检查机关正式批捕。德国之声（页面存档备份，存于）

## 6月22日
- 2009年甲型H1N1流感疫潮：
  - 菲律賓首次出現死亡個案。CTV Archive.today的存檔，存档日期2013-04-24
- 俄罗斯联邦印古什共和国总统叶夫库罗夫的车队在纳兹兰遭遇汽车炸弹袭击，叶夫库罗夫受重伤。新华网（页面存档备份，存于）
- 美国华盛顿地铁红线的两列地铁列车发生相撞事故，造成至少9人死亡，70多人受伤。北青网

## 6月21日
- 位于北极圈内的世界第一大岛格陵兰正式自治，政府接过原本由丹麦王国拥有的天然气资源管理权、司法和警察权和部分外交事务权。BBC中文网（页面存档备份，存于）
- 热带风暴莲花在中国福建省晋江市东石镇登陆，造成至少1人死亡、2人失踪，广东、福建两省经济损失6.69亿元。新华网（页面存档备份，存于）中国天气

## 6月20日
- 座落于希腊雅典卫城山下的卫城博物馆新馆正式开馆，希腊总理卡拉曼利斯呼吁大英博物馆归还巴特农神庙的大理石雕塑。新华网 Archive.today的存檔，存档日期2013-04-28
- 索马里伊斯兰反政府武装与政府军在首都摩加迪沙的战事激化，索马里政府宣布全国进入紧急状态，并呼吁邻国派兵协助索马里政府。人民网（页面存档备份，存于）凤凰网（页面存档备份，存于）

## 6月18日
- 美国国家航空航天局两个月球探测器月球勘测轨道飞行器、月球坑观测和传感卫星在佛罗里达州卡纳维拉尔角空军基地由宇宙神-5运载火箭搭载升空。新华网（页面存档备份，存于）

## 6月16日
- 中国、巴西、俄罗斯和印度“金砖四国”领导人在俄罗斯叶卡捷琳堡举行首次正式会晤。新华网（页面存档备份，存于）

## 6月15日
- 上海合作组织成员国元首理事会第九次会议在俄罗斯叶卡捷琳堡举行。新华网（页面存档备份，存于）
- 伊朗前总理穆萨维的支持者在德黑兰举行抗议总统选举违规的游行集会并引发冲突，造成至少7人死亡。新华网 Archive.today的存檔，存档日期2013-04-28

## 6月14日
- 法国标致车队车手亚历山大·伍尔茨、马克·吉尼和大卫·布拉汉姆驾驶的赛车在法国勒芒举行的第77届勒芒24小时耐力赛中夺得冠军。新浪网（页面存档备份，存于）
- 洛杉矶湖人队在美国2009年NBA总决赛中战胜奥兰多魔术队，获得2008-2009赛季NBA的总冠军。新华网（页面存档备份，存于）

## 6月12日
- 殷悅生日
- 匹兹堡企鹅队在北美国家冰球联盟的2009年斯坦利杯总决赛中战胜底特律红翼队，获得斯坦利杯。新浪网（页面存档备份，存于）
- 联合国安理会通过决议，对朝鲜在5月25日进行第二次核试验表示最严厉的谴责，并要求朝鲜今后不再进行核试验或使用弹道导弹技术进行任何发射。新华网（页面存档备份，存于）
- 世衛總幹事陳馮富珍宣佈流感大流行警戒級別由第5級升至最高的第6級。陳馮富珍. . 世界卫生组织. 2009-06-11  [2010-02-11]. （原始内容存档于2009-06-14） （中文（简体））.

## 6月11日
- 2009年甲型H1N1流感疫情：
  - 世界卫生组织认为甲型H1N1流感疫情已经发展为全球性的流感大流行，宣布将流感大流行警戒级别提升至6级，这是1968年以来的首次。BBC中文网（页面存档备份，存于）新华网（页面存档备份，存于）
  - 香港特首曾荫权宣布，鉴于香港已出现集体感染，全港小学、幼稚园及幼儿中心自6月12日起停课两周。BBC中文网（页面存档备份，存于）
- 日本宇宙航空研究开发机构在2007年9月14日发射的月球人造卫星月亮女神在结束绕月探测任务后，撞向月球表面。人民网（页面存档备份，存于）
- 英格兰曼彻斯特联足球俱乐部同意放克里斯蒂亚诺·罗纳尔多转会西班牙皇家马德里足球俱乐部，其转会费高达8000万英镑，成为新的世界记录。新华网（页面存档备份，存于）

## 6月10日
- 意大利汽车制造商集团正式宣布入主已在4月30日申请破产保护的美国汽车制造商公司，组成新的克莱斯勒集团。新华网 Archive.today的存檔，存档日期2013-04-28
- 中国科学院在“《创新2050：科技革命与中国的未来》中国科学院战略研究系列报告新闻发布会”上发表了《创新2050：科技革命与中国的未来》路线图。新华网（页面存档备份，存于）

## 6月9日
- 荷兰皇家壳牌公司同意支付1550万美元，以了结在美国被起诉的，对其涉嫌在1995年与尼日利亚军政府共谋致使8名环境活动分子判处死刑的诉讼案。BBC中文网（页面存档备份，存于）
- 巴基斯坦的白沙瓦市內一間酒店發生恐怖襲擊，造成11人死亡和多人受傷。法新社

## 6月8日
- 欧洲议会选举最新计票结果显示，欧洲人民党联盟将在共有736个议席的下届欧盟议会中拥有267席，明显领先，继续保持议会最大党团地位。德国之声（页面存档备份，存于）
- 由哈里里率领的以未来阵线为首的執政黨联盟在6月7日举行的黎巴嫩议会選舉中擊敗以真主黨为首的政党联盟。新华网

## 6月7日
- 德國和瑞典的盗版党在2009年欧洲议会选举中得票率超过7.1%，顺利获得2个欧洲议会席位。盗版国际Cnbeta
- 中国国务院副总理王岐山和日本外务大臣中曾根弘文在东京举行第二次经济高层对话。BBC中文网（页面存档备份，存于）
- 上海舉行首次同性戀文化節「上海驕傲周」。BBC（页面存档备份，存于）
- 瑞士选手羅傑·費德勒在2009年法国网球公开赛男单决赛中擊敗瑞典选手蘇達寧奪得冠軍，成為历史上第六位夺得职业大滿貫的男子網球運動員。衛報（页面存档备份，存于）

## 6月6日
- 俄罗斯选手库兹涅佐娃在法国巴黎罗兰·加洛斯球场举行的2009年法国网球公开赛女单决赛中以2:0战胜队友萨芬娜，夺得冠军。新华网（页面存档备份，存于）
- 美国总统奥巴马、法国总统萨科奇、加拿大总理哈珀、英国首相布朗等世界政要在法国参加诺曼底登陆65周年纪念活动。BBC中文网（页面存档备份，存于）

## 6月5日
- 中国著名播音员罗京因罹患淋巴癌医治无效去世。
- 中国四川省成都市发生公交车燃烧，造成27人死亡，74受伤。
- 中国重庆市武隆县发生山体垮塌，造成9人死亡，63人失踪。新华网

## 6月4日
- 中国科学院国家天文台兴隆观测基地的大天区面积多目标光纤光谱天文望远镜通过国家竣工验收，成为世界口径最大的大视场望远镜和光谱获取率最高的望远镜。新华网（页面存档备份，存于）
- 香港維多利亞公園舉辦六四事件20週年燭光晚會，超過15萬人參與。聯合新聞網

## 6月3日
- 在洪都拉斯圣佩德罗苏拉举行的第39届美洲國家組織大會通過決議，宣佈废除该组织在1962年通过的驅逐古巴的決議。路透社（页面存档备份，存于）
- 馬達加斯加初審法院對前總統马克·拉瓦卢马纳纳進行缺席審判，以濫用職權和濫用公共資金罪判其四年監禁並罰款7000萬美元。中国新闻网（页面存档备份，存于）

## 6月2日
- 2009年甲型H1N1流感疫潮：
  - 尼加拉瓜和盧森堡確診首宗病例，埃及成為首個確診的非洲國家。美國之音新華網（页面存档备份，存于）新華網 Archive.today的存檔，存档日期2013-04-28
  - 法國出現首宗本土個案。法新社（页面存档备份，存于）
  - 智利出現首宗死亡個案。路透社（页面存档备份，存于）
- 巴西空軍在大西洋發現昨日失蹤的法國航空447號班機的殘骸，相信已經墮毀，並未發現生還者。彭博（页面存档备份，存于）
- 美國總統巴拉克·奧巴馬啟程訪問沙烏地阿拉伯、埃及、德國和法國。一名自稱基地組織二號人物扎瓦希里發表錄音，指奧巴馬為罪犯。華盛頓郵報（页面存档备份，存于）BBC（页面存档备份，存于）
- 美国通用汽车公司宣布与中国四川腾中重工机械有限公司达成初步协议，将向其出售越野汽车品牌悍马。新华网（页面存档备份，存于）

## 6月1日
- 全球第二大汽车公司、美國通用汽車公司向纽约曼哈顿区的法庭申請破產保護。華爾街日報（页面存档备份，存于）
- 从巴西里約熱內盧加利昂国际机场飞往法国巴黎戴高乐机场的法國航空447號班機在大西洋海域上空失踪，机上共载有228人。BBC（页面存档备份，存于）